# De Baarsjes

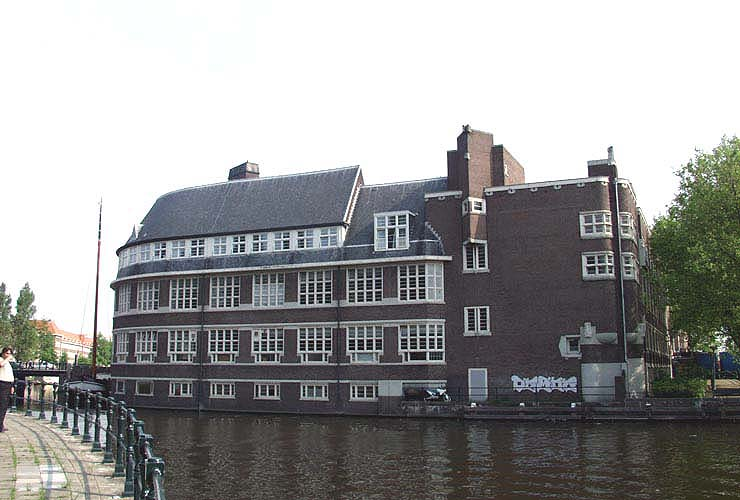
Vierde Ambachtsschool.

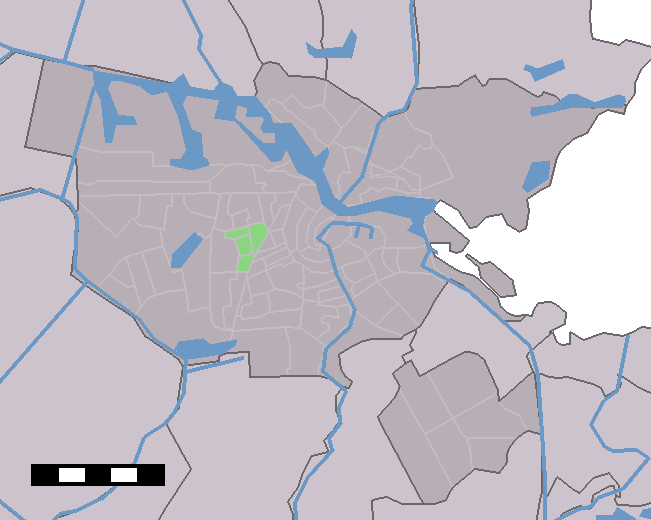
Läge i Amsterdams kommun.

De Baarsjes är en stadsdel i den nederländska huvudstaden Amsterdam. Stadsdelen hade 2003 totalt 34 978 invånare och en total area på 1,64 kvadratkilometer (varav 0,10 kvadratkilometer utgörs av vatten).